# تی‌تی‌ال تفاضلی

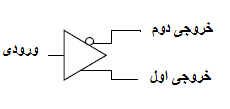
طرح‌واره مداری یک تی‌تی‌ال تفاضلی که شامل یک ورودی و دو خروجی است

تی‌تی‌ال تفاضلی (به انگلیسی: Differential TTL) نوعی سیگنال‌دهی الکتریکی باینری است که مبتنی‌بر مفهوم تی‌تی‌ال (منطق ترانزیستور-ترانزیستور) است. استانداردهای اجرای تی‌تی‌ال تفاضلی شامل RS-422 است. تی‌تی‌ال تفاضلی سیستم‌های الکترونیکی را قادر می‌سازد نسبتاً در برابر نویز مصون باشند.
سیگنال‌های تی‌تی‌ال عادی تک-انتهایی (یک پایه برای خروجی) هستند، به این معنی که هر سیگنال متشکل از یک ولتاژ در یک سیم است، نسبت به یک سیستم زمین. سطح ولتاژ «پایین» (منطق صفر) از صفر تا ۰٫۸ ولت، و سطح ولتاژ «بالا» (منطق یک) از ۲ ولت تا ۵ ولت است. یک سیگنال تی‌تی‌ال تفاضلیی متشکل از دو سیم است که به یک سیستم زمین نیز ارجاع داده می‌شوند. سطح منطقی روی یک سیم همیشه مکمل دیگری است. در اصل شبیه به سیگنال‌دهی تفاضلی ولتاژ-پایین (LVDS) است، اما با سطح ولتاژ متفاوت.
استفاده از تی‌تی‌ال تفاضلیی برای سیگنالینگ فواصل طولانی نسبت به تی‌تی‌ال تک انتهایی دارای اولویت است. در یک کابل طولانی، میدان‌های الکترومغناطیسی مزاحم در محیط، یا جریان‌های مزاحم در سیستم زمین، می‌توانند ولتاژ ناخواسته‌ای ایجاد کنند که موجب ایجاد خطا در گیرنده شود. با وجود سیم‌های زوج تفاضلی، تقریباً ولتاژ ناخواسته یکسانی در هر سیم القا می‌شود. گیرنده ولتاژ بر روی هر دو سیم را از هم کم می‌کند، بنابراین ولتاژ ناخواسته از بین می‌رود و فقط ولتاژ ایجاد شده توسط راه‌انداز باقی می‌ماند.
دومین مزیت تی‌تی‌ال تفاضلیی این است که در آن سیم‌های تفاضلی می‌توانند یک حلقه جریان تشکیل‌دهند. به این معنی که هیچ جریان خالصی مجبور نیست از طریق اتصال زمین (در صورت وجود) در بین دو انتها برگردد. به این ترتیب مانع از تزریق جریان سیگنال در اتصال به زمین می‌شود که ممکن است سایر مدارهای متصل به آن را آشفته‌کند.